# 유바리 국제 판타스틱 영화제
유바리 국제 판타스틱 영화제(ゆうばり国際ファンタスティック映画祭)는 일본의 최북단 홋카이도 유바리시에서 열리는 영화제이다. 1990년부터 1999년까지는 '유바리 국제 판타스틱 어드벤쳐 영화제'라는 이름으로 개최됐다.
2022년에는 신형 코로나 바이러스 후 최초의 본격적인 현지 개최 이벤트를 3년 만에 실시.
2023년에는 스칼라십 제도를 신설(2024년 11월 22일 공식 사이트에서 일방적으로 '폐지' ).
2024년, 2023년 이전의 상금 미지급 문제가 표면화한 것을 이유로, 운영을 담당해 온 NPO법인 유바리 판타가 활동을 휴지한다고 발표해, 나카타 케이가 대표를 맡았다고 하는 「유바리 유지의 모임」이 영화제를 주최.
개최 회장은 유바리시 호스텔 해바라기와 구리야마초 구리야마 온천 호텔 파라다이스 힐즈의 지리적으로 떨어진 2개의 회장에서 개최 유바리시청은 유바리 국제 판타스틱 영화제의 후원(명의 후원) 의뢰를 받지 않기로 결정, 주최자 측에 통고, 사업의 전체상이 나타나지 않고, 회의 대표자가 불명확 등 과거의 실적이나 책임 체제.
회기 중에는 수많은 문제가 발생.본선 심사위원의 영화 프로듀서 쓰다 마키씨가 12/25 아침 미명에, 쿠리야마 온천 호텔 파라다이스 힐즈로 사망, 그 사실을 숨긴다.외국 작품에 자막이 붙지 않는다.숙박비 보조의 건으로 트러블이 발생하는, 일러스트 발주의 미지급 등.무책임한 금전 관리·운영 상황이 밝혀졌다.
1. ↑  “スカラシップ制度廃⽌のお知らせとお詫び” (일본어). 2025년 5월 9일에 확인함.
2. ↑  “ゆうばり国際ファンタスティック映画祭が公表した「スカラシップ制度廃⽌のお知らせとお詫び」に対しての抗議と質問｜ゆうばり国際ファンタスティック映画祭・スカラシップ問題追及の会” (일본어). 2024년 12월 17일. 2025년 5월 9일에 확인함.
3. ↑  “ゆうばり映画祭で賞金未払い 前回23年分5人60万円 さらに拡大か：北海道新聞デジタル” (일본어). 2025년 5월 9일에 확인함.
4. ↑  “＜波乱 ゆうばり映画祭～継続への課題＞④再生へ続く模索 信頼回復へ原点回帰を：北海道新聞デジタル” (일본어). 2025년 5월 9일에 확인함.
5. ↑  “夕張市が「ゆうばり国際映画祭」の後援見送り 承諾基準に満たないと判断：北海道新聞デジタル” (일본어). 2025년 5월 9일에 확인함.
6. ↑  “審査員急逝の経緯 主催者に説明要請 「日韓の会」声明文：北海道新聞デジタル” (일본어). 2025년 5월 9일에 확인함.
7. ↑  “【わたしたちは「ゆうばり国際ファンタスティック映画祭２０２４」審査員・土田真樹さんが急逝したことに関する事実関係の説明を求めます】｜土田真樹さんの逝去を悼む日韓の会” (일본어). 2024년 11월 25일. 2025년 5월 9일에 확인함.
8. ↑  “＜波乱 ゆうばり映画祭～継続への課題＞①混迷の中の開催 急ごしらえ「字幕無し」も：北海道新聞デジタル” (일본어). 2025년 5월 9일에 확인함.
9. ↑  “＜波乱 ゆうばり映画祭～継続への課題＞③映画人、募る不信 運営の不手際、変更次々と：北海道新聞デジタル” (일본어). 2025년 5월 9일에 확인함.
10. ↑  “＜波乱 ゆうばり映画祭～継続への課題＞②苦しい台所事情 外注比率8～9割、重く：北海道新聞デジタル” (일본어). 2025년 5월 9일에 확인함.